# Skyum Bjerge
Skyum Bjerge er et  bakket landskab på østsiden af Thy, der når en højde af 47 moh. og udgør en del af Limfjordskysten ned mod Vilsund, syd for byen Vilsund, ca. 13 km syd for Thisted. Kløfter og dale er skabt ved smeltevandets erosion i slutningen af sidste istid. Fra det opdyrkede land går man gennem en mager granskov frem til en uforlignelig udsigt over den milde fjord. Et kort stykke græsbevokset forland danner overgang til en smal sandstrand ud til Limfjorden. På stranden har man smukke udsigter til både flade, rørbevoksede strandenge og gamle, stejle kystskrænter fra stenalderhavet.

## Naturfredning
I 1955 blev 17 hektar fredet for at sikre at områdets smukke natur og gravhøje blev bevaret, og for at hindre især sommerhusbebyggelse og tilplantning. Årsagen til fredningen er hele 17 gravhøje fra bronzealderen, hvoraf de seks ligger smukt på række hen over en bakkekam. For at bevare de åbne arealer med hedelyng  og de mange andre  forskellige planter, sætter Thisted Kommune  gotlandske pelsfår på græs i området og  lader dem græsse på de stejle skrænter.

## Eksterne kilder og henvisninger
- Om Skyum Bjerge på fredninger.dk

|  | Denne artikel om lokaliteten Skyum Bjerge kan blive bedre, hvis der indsættes et (bedre) billede. Du kan hjælpe ved at afsøge Wikimedia Commons for et passende billede eller lægge et op på Wikimedia Commons med en af de tilladte licenser og indsætte det i artiklen. |

56°50′38.37″N 8°36′28.58″Ø / 56.8439917°N 8.6079389°Ø